# Wadih Saadeh
Wadih Sa'adeh (arabski: وديع سعادة) (ur. 1948) - libańsko-australijski poeta i dziennikarz.
Wadih Sa'adah urodził się w Libanie w 1948 roku. Pracował jako dziennikarz w Bejrucie, Londynie, Paryżu i Nikozji, zanim emigrował do Australii w 1988 roku. Następnie rozpoczął pracę jako redaktor zarządzający w libańskiej gazecie Annahar. Opublikował 12 książek w języku arabskim, niektóre są przetłumaczone na angielski, niemiecki, francuski, hiszpański i inne języki. Brał udział w wielu festiwalach poezji, w Australii i na świecie (Kholn, Berlin, Lodeve i inne). Wadih Sa'adeh uznawany jest przez krytyków przez charakterystyczny styl w nowoczesnej arabskiej poezji.